# Inez Bjørg David
Inez Bjørg David (Aarhus, 6 februari 1982) is een Deense actrice. Ze speelt voornamelijk rollen in Duitstalige films en televisieseries. Ze is vooral gekend van haar rollen in de series Verbotene Liebe en Sturm der Liebe.
David volgde een theateropleiding in Kopenhagen. In 2003 brak zij door in de rol van Vanessa von Beyenbach in de soapserie Verbotene Liebe, waar zij drie seizoenen in meespeelde. In 2006 stapte zij over naar de serie Sturm und Liebe, waarin zij de hoofdrol van Miriam Saalfeld speelde. Verder was zij te zien in films als Männerherzen (2009) en Alles ist Liebe (2014).
Sinds 2022 is ze gehuwd met regisseur Wolfgang Eißler, met wie zij twee kinderen heeft. Uit een voorgaande relatie met acteur Mirko Lang heeft zij eveneens nog twee kinderen.
Naast acteerwerk is David actief met milieubescherming en duurzaamheid.

## Filmografie

### Films
- 2002: Money Jumper (kortfilm)
- 2002: Summertime Heroes (kortfilm)
- 2003: Da sein (kortfilm)
- 2004: Der Hellseher (kortfilm)
- 2005: Aus der Sicht eines Freundes (kortfilm)
- 2009: Männerherzen
- 2009: Wiedersehen in Eriksberg (tv-film)
- 2010: Go West – Freiheit um jeden Preis
- 2010: Spurlos (tv-film)
- 2010: Wenn alles zerbricht (tv-film)
- 2011: Am Ende muss Glück sein (tv-film)
- 2011: Männerherzen … und die ganz ganz große Liebe
- 2011: Zimmer 205
- 2011: Die zertanzten Schuhe
- 2013: Alaska Johansson
- 2014: Alles ist Liebe
- 2014: Die Toten vom Bodensee (tv-film)
- 2015: Los Veganeros
- 2015: Macho Man
- 2015: Ich bin dann mal weg
- 2015: Familiengeheimnis (tv-film)
- 2015: Tatort – Schwerelos (tv-film)
- 2016: Stille Wasser (tv-film)
- 2016: Neu in unserer Familie
- 2017: Für Emma und ewig'
- 2017: Brandnächte
- 2017: Keine zweite Chance
- 2017: Die Braut (tv-film)
- 2017: Abgrundtief (tv-film)
- 2018: Der Wiederkehrer (tv-film)
- 2018: Die vierte Frau (tv-film)
- 2019: Der Stumpengang (tv-film)
- 2019: Die Meerjungfrau (tv-film)
- 2019: Wenn’s um Liebe geht
- 2018: Das Joshua-Profil
- 2018: Ein Sommer in Vietnam
- 2019: Weihnachten im Schnee
- 2020: Die Inselärztin – Die Mutprobe (tv-film)
- 2020: Die Inselärztin – Das Rätsel (tv-film)
- 2021: Zurück ans Meer
- 2022: Schon tausendmal berührt
- 2024: Tatort: Angst im Dunkeln (tv-film)

### Series
- 2003: Berlin, Berlin (afl. "Froschkönige")
- 2003–2006: Verbotene Liebe (493 afl.)
- 2004: Wilde Jungs (afl. "Die Auktion")
- 2006–2008: Sturm der Liebe (340 afl.)
- 2008: Im Tal der wilden Rosen
- 2009: SOKO Köln (afl. "Familienglück")
- 2012: Die Märchenstunde (afl. "Die Karawane der verfluchten Jungfrauen")
- 2013: Inga Lindström – Der schwarze Schwan
- 2013: Doc meets Dorf (8 afl.)
- 2014–2015: Großstadtrevier (4 afl.)
- 2015: Binny und der Geist (afl. "Lady Diamond")
- 2015: Alarm für Cobra 11 – Die Autobahnpolizei (3 afl.)
- 2016: Die Spezialisten – Im Namen der Opfer (afl. "Kleiner Engel")
- 2017: Chaos-Queens
- 2017: Beutolomäus und der wahre Weihnachtsmann (24 afl.)
- 2018: Letzte Spur Berlin (afl. "Schöner wohnen")
- 2019: Die Inselärztin
- 2019: Die Drei von der Müllabfuhr
- 2019: Jerks. (afl. "Rausch")
- 2019: 23 Morde – Bereit für die Wahrheit? (afl. "Mörser")
- 2019: Bonusfamilie (6 afl.)
- 2020: Triff … (afl. "Triff Marie Curie")
- 2020: Unter Freunden stirbt man nicht (2 afl.)
- 2021: Der Staatsanwalt (afl. "Schlag auf Schlag")